# ACBSP
ACBSP（Accreditation Council for Business Schools and Programs、以前の名称は Association of Collegiate Business Schools and Programs）はビジネスプログラム教育に特化した認証サービスを提供する米国の組織である。
カンザス州のオーバーランドパーク（カンザスシティ郊外）に拠点を置くACBSPは、ビジネススクールやプログラムを持つ大学の専門認証ニーズを満たすため設立された。

## 歴史
ACBSPは、教育と学習に重点を置いたビジネス スクールを認定するために 1989 年に設立された。 当時、専門的な専門認定を取得しているビジネススクールは 2,400 校中 260 校のみで、そのすべてがAACSB（Association to Advance Collegiate Schools of Business) であった。 AACSB 認証校の大部分は研究に重点を置いているのに対し、他のほとんどの学校は教育に重点を置いている。 1988 年 4 月 28 日、非認証校 150 校がミズーリ州カンザスシティに集まり、教育指向の学校に対する AACSB 認証の代替案を検討した。
1989 年 5 月 12 日、研究グループはフィジビリティスタディを完了し、ACBSP 認証基準に関する推奨事項を提出した。 1992 年 8 月、ACBSP はアメリカ合衆国教育省によりビジネス教育の専門認定機関として認められた。 1994年6月、米国教育省諮問委員会は、ACBSPの認定は高等教育法等に基づく米国連邦政府のプログラムに参加する資格を教育機関に与える際の「必須要素」ではないとの判断を理由に、ACBSPの認定を撤回するよう勧告した。  しかし、2001 年 1 月 22 日の会議で、CHEA（Council for Higher Education Accreditation: 高等教育認定評議会）理事会は ACBSP を承認した。 2011 年 9 月 19 日、CHEA は ACBSP の承認をさらに 10 年間更新した。
2010 年 6 月に、ACBSP はその名称を大学ビジネス スクールおよびプログラム協会（Association of Collegiate Business Schools and Programs）からビジネス スクールおよびプログラム認定評議会（Accreditation Council for Business Schools and Programs）に変更した。 ACBSP は、主に伝統的なキャンパスにおけるビジネススクールを認証しているが、オンライン ビジネスプログラムの認証も行っている。

## 会員
2010 年 8 月の時点では、ACBSP には 8,000 を超える個人会員と 828 の教育機関が加盟しており、そのうち 529 が ACBSP 認証を受けており、220 が候補者資格を持っていると報告された。 うち134 の加盟機関は米国外であった。 2013 年 4 月、ACBSP は 1,171 の加盟校を報告し、そのうち 183校が米国外であった。また 586校が認証取得し、500 校以上が候補者となっており、個人会員は現在 10,000 人を超えている。

## 提携団体
ACBSPは以下のネットワークのメンバーシップや認定を受けている。
- Universidad Argentina de la Empresa - UADE [7]
- Council for Higher Education Accreditation - CHEA [8]
- European Association for Quality Assurance in Higher Education (Affiliate Status) - ENQA [9]
- International Network for Quality Assurance Agencies in Higher Education - INQAAHE [10]
- Association of African Business Schools - AABS [11]
- Principles for Responsible Management Education - PRME [12]
- Consejo Latinoamericano de Escuelas de Administración - CLADEA [13]
- Russian Association of Business Education - RABE [14]
- Association of Indian Management Schools - AIMS [15]
- Global Management Challenge, USA [16]
- Enactus [17]
- Federation of Swiss Private Schools/Swiss Private School Register [18]
- ACBSP は、試験および GPA 要件を満たした ACBSP の成績上位の学生に認定資格を授与できる認定プログラム基準を認めている。[19]
- Global Academy of Finance and Management（GAFM, 以前の AAFM) は、2004 年以来 ACBSP と合意し、ACBSP 認証のビジネス スクール コース、標準試験およびプログラムを完了した人に認定資格を提供している。[20][21]